# みずさわゆうき
みずさわ ゆうきは、日本の女性歌手。別名義にLow（ロウ）がある。趣味は歌うこと、絵を描くこと、文章を書くことなど創作全般。

## 来歴
ゲームソフト制作会社である日本ファルコムの元社員であり、1998年には同じく日本ファルコムに在籍していたまつもとひろしと「RABSARIS」を結成。ボーカルとして音楽をはじめる。2002年には、同じく日本ファルコムに在籍していた新海誠の自主制作アニメーション『ほしのこえ』の主題歌『THROUGH THE YEARS AND FAR AWAY(HELLO, LITTLE STAR) 』を歌い、これ以降、ソロで歌手活動を行うようになる。

## ディスコグラフィー

### シングル
- 『あなたのための世界／藍銅鉱　-azurite-』(2005年5月)

1. あなたのための世界　（作詞：みずさわゆうき　作曲・編曲：ロドリゲスのぶ）
2. 藍銅鉱　-azurite-　作詞：みずさわゆうき　作曲・編曲：大川圭一朗）
3. あなたのための世界（off vocal）
4. 藍銅鉱　-azurite-（off vocal）

- 『影法師』(2005年12月)

1. 影法師　（作詞：みずさわゆうき　作曲・編曲：上條貴史）
2. Always　（作詞：みずさわゆうき　作曲・編曲：上條貴史）
3. 影法師（off vocal）
4. Always -（off vocal）

### アルバム
- 『PASTEL』(2004年10月)

1. 学び舎　（作曲：まいまい）
2. ほしくず　（作詞：みずさわゆうき　作曲：みらゐ）
3. ラブデイ　（作詞：山田カズミ　作曲：山田カズミ）
4. アンテナ　（作詞：みずさわゆうき　作曲：天門）
5. きみのとなり　（作詞：みずさわゆうき　作曲：まいまい）
6. 機械がライバル　（作詞：山田カズミ　作曲：山田カズミ）
7. bright and breezy　（作詞：楠りな　作曲：YM2413）
8. 校庭　（作詞：みずさわゆうき　作曲：まいまい　編曲：天門）
9. 夜明け前　（作詞：みずさわゆうき　作曲：天門）
10. ヒカリフル　（作曲：まいまい）

- 『cascade』(2006年8月)

1. cascade - 伝説 - 　（作曲：霜月はるか　編曲：柳英一朗）
2. 僕らの旅路　（作曲・編曲：井上俊彦）
3. 藍銅鉱 - azurite - cascade version　（作・編曲：大川圭一朗）
4. おうさまのほし　 （作・編曲：大川圭一朗）
5. 空蝉　 （作曲：みずさわゆうき　編曲：大川圭一朗）
6. あなたのための世界 　（作・編曲：ロドリゲスのぶ）
7. shadow of darkness 　 （作・編曲：井上俊彦）
8. 夢語り 　 （作・編曲：霜月はるか）
9. 石畳を蹴って 　 （作曲：天門　編曲：Dani）
10. 朝の唱 　 （作・編曲：ロドリゲスのぶ）
  - 全作詞：みずさわゆうき
  - ブックレットイラスト：岩崎美奈子

### ミニアルバム
- 『青い空の下』(2007年6月)

1. 青い空の下　（作・編曲：柳英一郎）
2. まにまに　（作・編曲：ロドリゲスのぶ）
3. 予餞歌　（作・編曲：天門）
4. 夢のアルファ　（作・編曲：浅草徹）
  - 全作詞：みずさわゆうき

## 主な参加項目名加作品
- 『てんしのかけら』テーマソング (2003年 i-o)
- 『みずのかけら』テーマソング (2002年 i-o)
- 『ほしのこえ』(2002年) - 新海誠監督の自主制作アニメーション「ほしのこえ」のテーマソング
- 『あなたのための世界』(2007年) - 新海誠監督作品「秒速5センチメートル」への楽曲提供 （アルバム『cascade』収録）
- 『マナケミア 〜学園の錬金術士たち〜』(2007年)  - ゲームのエンディングテーマ「TOGGLE」のボーカルを担当
- 『フォルクスリート2』(2007年) - アトリエシリーズ＆マナケミアヴォーカルコレクション